# Ninna nanna (romanzo)
Ninna nanna (Lullaby il titolo originale) è un romanzo di Chuck Palahniuk del 2002.

## Trama
(Chuck Palahniuk, Ninna nanna)
(Chuck Palahniuk, Ninna nanna)
Carl Streator detesta il rumore (perché non lascia pensare) e fa il giornalista. È incaricato di redigere un reportage sulle morti in culla. Nel corso delle sue indagini osserva che nei pressi delle culle dei bimbi deceduti c'è un libro. Il libro è sempre lo stesso. È un libro di fiabe per bambini. Anche l'ultima pagina letta è sempre la stessa. È una ninna nanna. Carl Streator ha scoperto un canto di morte e funziona. È lo scoop del secolo. Rendere pubblica la ninna nanna può garantirgli la fama e l'agognato silenzio. Ma Carl Streator vuole solo distruggere tutte le copie della ninna nanna in circolazione e imparare a controllarsi per non ammazzare l'umanità rumorosa che gli capita a tiro. Helen Boyle fa entrambe le cose da diversi anni.
Helen Boyle ama le pietre preziose (perché vivono più a lungo di chi le ama) e fa l'agente immobiliare. Ha cantato la ninna nanna al suo bambino e così suo malgrado ha acquisito il potere di vita e di morte su chiunque. Ha il pieno controllo della filastrocca e lo rende redditizio. Anche Helen Boyle vuole trovare le copie della ninna nanna ancora in circolazione ma il suo scopo è risalire al libro di magia da cui la filastrocca è stata estratta per riportare in vita il suo bambino morto (e ibernato).
Carl Streator e Helen Boyle formano di certo una coppia male assortita ma ce n'è abbastanza per intraprendere insieme un viaggio alla ricerca della ninna nanna assassina.
Ma come riesce una coppia male assortita a non ammazzarsi a vicenda? La vita insegna che basta essere una famiglia vera e propria. Ed è per questo che i due si lasciano accompagnare nel viaggio dai giovani idealisti Mona e Ostrica costituendo con loro un grottesco nucleo familiare. Dal canto loro, Mona e Ostrica vogliono soltanto impossessarsi della ninna nanna e dell'originale grimorio da cui l'incantesimo era stato tradotto per risolvere con la magia tutti i problemi del mondo.
Contemporaneamente Carl dovrà eliminare un suo informatore, il necrofilo paramedico Nash, che si è impossessato del testo della mortale ninna nanna e utilizza l'incantesimo per uccidere belle donne e sfogare così le sue abiette pulsioni.
Così le copie residue vengono a mano a mano distrutte e Mona scopre che Helen Boyle, nel corso delle sue ricerche e senza saperlo, era già venuta in possesso dell'antico libro di magia e continuava a utilizzarlo come blocco note. È così che Helen Boyle diviene da agente immobiliare spregiudicata una vera e propria apprendista strega impegnata nella resurrezione del suo bambino. Solo l'amore per Carl riesce a distrarla per un momento e così, nel tentativo di salvare il suo amato dall'agente di polizia Il Sarge (che intanto lo sta interrogando sui suoi misfatti) si ritrova nel corpo del vecchio poliziotto senza alcuna possibilità di ritornare nel suo né di resuscitare il suo bambino, permette ai "figli" Mona e Ostrica di impossessarsi del libro di magia e utilizzarlo per fare miracoli tali da cambiare il mondo e dentro quel corpo grasso e flaccido parte con l'amato Carl alla ricerca dei due assetati di potere.

## Temi
Un romanzo che attraverso il fantastico mette in luce le apprensioni del vivere quotidiano. Una commistione di generi che spaziano dal thriller all'horror e al fantastico alla satira, ma anche una storia d'amore, una parabola del rischio di essere subissati da troppe informazioni. Il romanzo racconta la disintegrazione del protagonista a causa di un'assurda modernità e della sua rinascita a seguito di una progressiva ma radicale trasformazione.

## Trasposizione cinematografica
Nel marzo 2015 viene annunciato un adattamento cinematografico del libro ad opera dei registi indipendenti Andy Mingo e Josh Leake.

## Edizioni
- Chuck Palahniuk, Ninna nanna, traduzione di Matteo Colombo, collana Strade Blu, Arnoldo Mondadori Editore, 2003,  p. 273, ISBN 88-04-52062-0.
- Chuck Palahniuk, Ninna nanna, traduzione di Matteo Colombo, Oscar Mondadori, Arnoldo Mondadori Editore, 2005,  p. 273, ISBN 978-88-04-54997-0.